# Зак Зорн
Зак Зорн (англ. Zac Zorn; нар. 10 березня 1947, Дейтон, Огайо, США) — американський плавець.
Олімпійський чемпіон 1968 року.
Призер Панамериканських ігор 1967 року.
Переможець літньої Універсіади 1967 року.